# ダコタ語
ダコタ語（ダコタご、英: Dakota language）はスー語族に属する言語である。ダコタ族（Dakota people）によって話されている。日本語の様に男性語と女性語の明確な区別があるのが特徴。

## 言語名別称
- Sioux

## 方言
- Dakota (Dakhota, Santee, Santee-Sisseton)
- Nakota (Nakoda, Yankton, Yankton-Yanktonais)